# Metaculus
Metaculus es un mercado de predicciones de origen estadounidense, que agrega y solicita predicciones masivas en línea basado en la reputación de sus participantes. Uno de sus objetivos es predecir el momento, la naturaleza y el impacto de los avances y descubrimientos científicos y tecnológicos.

## Sistema de recompensas
Metaculus permite realizar tres tipos de predicciones: predicciones de probabilidad para preguntas binarias que pueden adoptar solo los valores "sí" o "no", predicciones de rango numérico y predicciones según rango de fechas. Los usuarios pueden contribuir a la predicción de la comunidad para cualquier pregunta, dejar comentarios y plantear y discutir estrategias de predicción con otros usuarios. Los usuarios pueden asimismo sugerir nuevas preguntas que, tras su moderación, se abrirán a la comunidad.
Los usuarios pueden recibir puntos en el caso de que realicen predicciones acertadas (o perderlos si sus predicciones no lo son) y consultar el progreso que realizan en sus predicciones. Esta puntuación otorga puntos tanto por tener razón como por tener más razón que la comunidad.
En enero de 2020, Metaculus presentó el Premio Bentham, que premia quincenalmente con 300 dólares, 200 dólares y 100 dólares a la primera, segunda y tercera contribución del usuario que se considere más valiosa. El mes siguiente, Metaculus presentó el premio Li Wenliang, que otorga una serie de premios monetarios diferentes a preguntas, pronósticos y análisis relacionados con el brote de COVID-19.

## Historia
El científico de datos Max Wainwright y los físicos Greg Laughlin y Anthony Aguirre lanzaron el sitio web Metaculus en 2015. En junio de 2017 se lanzó Metaculus Prediction, un sistema que agrega las predicciones de sus usuarios. Las predicciones de Metaculus, en promedio, superan la mediana de las predicciones de la comunidad cuando se evalúan utilizando las reglas de puntuación Brier o Log.
En 2021, Metaculus recibió una subvención del fondo de infraestructura de altruismo eficaz de 300.000 dólares. En 2022, Metaculus recibió una subvención de 5,5 millones de dólares del organismo Open Philanthropy. En octubre de 2022, Metaculus recibió 20.000 dólares del fondo de futuros FTX, tres semanas antes de la quiebra de FTX.
En 2022, la organización anunció que alcanzó 1.000.000 de predicciones individuales y que se reestructuró como una corporación de beneficio público, comprometiéndose con los siguientes objetivos (su nuevo estatuto la obliga a informar anualmente sobre su progreso en el logro de los mismos): 
1. Fomentar el crecimiento, el aprendizaje y el desarrollo de las comunidades de pronóstico y de investigación en pronóstico.
2. Apoyar a las partes interesadas que sirven al bien público informando su toma de decisiones.
3. Aumentar el acceso público a la información relativa a previsiones de interés público.

En 2024, Metaculus anunció que abriría el acceso de código fuente a su plataforma, estando pendiente de su materialización.